# Machuhargletscher
Der Machuhargletscher, alternativ: Muchuhargletscher, Muchowargletscher oder Muchuargletscher, befindet sich im westlichen Karakorum im pakistanischen Sonderterritorium Gilgit-Baltistan.

## Lage
Der Machuhargletscher hat eine Länge von 19 km. Er strömt anfangs in südlicher, später in südöstlicher Richtung durch den südlichen Teil der Gebirgsgruppe Batura Muztagh. Das Nährgebiet bildet der Südhang der so genannten „Batura-Mauer“. Der Machuhargletscher wird von folgenden Bergen eingerahmt: Maiun Chhish (5880 m), Hachindar Chhish (6870 m), Batura I (7794 m), Muchu Chhish (7453 m), Pasu Sar (7478 m) und Sangemarmar Sar (6949 m). Der Gletscher endet 3,2 km oberhalb des Shisparegletschers, dessen Abfluss in den Hunza mündet. Tributärgletscher sind Batokshi-, Shendar-, Yain-Hisk- und Mandoshgletscher.

## Eisblockade 2017–2019
Die Machuhar- und Shisparegletscher waren historisch Tributärgletscher des Hasanabadgletschers. Im Laufe des 20. Jahrhunderts zogen sich die beiden Tributärgletscher zurück und waren schließlich nicht mehr miteinander verbunden. Der Shisparegletscher drang jedoch immer wieder ein Stück talabwärts, so dass dieser zwischen 2017 und 2019 den Abfluss des Machuhargletschers blockierte, woraufhin sich ein natürlicher Stausee bildete. Der See entleerte sich plötzlich und es kam in der Folge zu kleineren Gletscherläufen.